# The King's Procession Around London
The King's Procession Around London è un cortometraggio muto del 1902 diretto da Cecil M. Hepworth. Il regista/produttore compare anche come operatore del film, un documentario che illustra alcune scene delle cerimonie che accompagnarono l'incoronazione di Edoardo VII e della regina Alessandra.

## Produzione
Il film fu prodotto dalla Hepworth. Venne girato a Londra, il 9 agosto 1902, giorno dell'incoronazione.

## Distribuzione
Distribuito dalla Hepworth, il documentario - un cortometraggio della lunghezza di 23 metri - presumibilmente uscì nelle sale cinematografiche britanniche nel 1902.
Non si hanno altre notizie del film che si ritiene perduto, forse distrutto nel 1924 quando il produttore Cecil M. Hepworth, ormai fallito, cercò di recuperare l'argento del nitrato fondendo le pellicole.